# Lumières-díj
A Lumières-díj, hivatalos nevén A nemzetközi sajtó Lumière-jei (Lumières de la presse internationale (franciául röviden: Prix Lumières; gyakran nevezik Lumières-trófeának, régebben hívták „Párizs Lumière-jeinek”  is) a Lumière-fivérekről elnevezett, 1996 óta évente kiosztott francia filmművészeti elismerés. A nemzetközi sajtó Párizsba akkreditált mintegy 200 újságíróját tömörítő Lumières Akadémia díjazza vele az előző év legjobbnak ítélt francia vagy frankofón filmjeit, illetve azok alkotóit.
Noha a zsűri tagjai más-más körből kerülnek ki, és a válogatás illetve a bírálat menete is eltérő, a Lumières-díjat gyakran emlegetik a César-díj előversenyeként.
A Lumières-díj nem tévesztendő össze a 2009 óta Lyonban megrendezett Lumière Fesztivál elismerésével, „a filmművészet Nobel-díjaként” is emlegetett Lumière-díjjal, sem az 1935 és 1985 között kiosztott Francia filmművészet nagydíjával, melyet az alapító Louis Lumière után ugyancsak gyakran emlegettek Lumière-díjként.

## Története
1995-ben Edward Behr amerikai újságíró, a Newsweek párizsi tudósítója és Daniel Toscan du Plantier francia filmproducer vetette fel, hogy a Hollywoodban dolgozó külföldi újságírók szervezete  által az angol nyelvű filmek részére létrehozott Golden Globe mintájára a francia filmművészet alkotásainak elismerésére is alapítani kellene egy díjat, amelyet a Párizsban dolgozó külföldi újságírók ítélnének oda.
Az általuk alapított Lumières Akadémia 1996. január végén osztotta ki az első díjakat, néhány héttel az amerikai Oscar-díj, illetve a francia César-díj előtt. A későbbiekben szakítottak ezzel a kettős kötődéssel, és a díjátadást egyértelműen a César-gálák időpontjához közelítették.
A nagy létszámú párizsi tudósítótestület tagjai részére a Lumières Akadémia rendszeresen szervez premier előtti vetítéseket, találkozókat és eszmecseréket. Szorosan együttműködik a különféle francia és külföldi filmes szakmai, illetve más kulturális szervezetekkel. Az a tény, hogy a franciákétól eltérő szemléletmóddal rendelkező külföldi tudósítók sajátos nézőpontból végzik a jelölésekhez szükséges előzetes válogatást, és jelölik ki a díjazottat, frissítően hat vissza a francia filmgyártásra. Ennek köszönhetően a kis költségvetésű, nem a fősodorba tartozó alkotások, valamint filmes tehetségek is rivaldafényt kapnak, és futhatnak be idővel komoly nemzetközi karriert.
Kifejezetten a frankofónia erősítését, a nem francia gyártású, de francia nyelven készített filmek díjazási lehetőségének bővítését szolgálta, hogy 2003-ban az addigi legjobb külföldi filmek kategóriát a legjobb frankofón film kategóriával váltották fel. A díjat támogatja a TV5 Monde frankofón televíziós csatorna, amely azon kívül, hogy rendszeresen beszámol a díjazásokról, 2006 és 2011 között kiosztotta a világ nézőközönségének díját is. A támogatók közé tartozik a francia Nemzeti Filmközpont (CNC), a Nemzetközi Kép- és Hangtechnikai Intézet (3iS) , valamint a párizsi Városháza is.
Az átadott díjak száma idővel változott: a kezdeti hat kategóriát 2000-ben kiegészítették két fiatal színésztehetséget jutalmazó elismeréssel, 2006-ban a TV5Monde, 2008-ban a Kép- és Hangtechnikai Főbizottság (CST) operatőröknek szánt díjával, majd 2014-ben, nevében a német származású Heike Hurst (1938–2012) filmkritikus és egyetemi tanárnak is emléket állító első filmes díjjal. 
Mindezeken felül az Akadémia elnökének javaslatára tiszteletbeli Lumière-díjat is kioszthatnak – általában egy-egy életpálya elismeréseként. 

## A trófea
A díj bronz trófeáját Joëlle Bellet képzőművész alkotta meg, aki állatok megformálására specializálódott. Az általa megálmodott, a sötétségből a fényre kibukkanó párduc a díjátadó szertartás hangulatát adja vissza. A trófea első példánya még gipszmárvány kisplasztika volt, amelynek a bronzhatás érdekében gyantával adtak patinát. Mivel a művész külön-külön készíti kézzel a szobrocskákat, minden darab egyedi.

## Kategóriák
| Jelenlegi | Különleges                                                                                         | Múltbéli |
| --- | -------------------------------------------------------------------------------------------------- | --- |
| - legjobb film - legjobb rendező - legjobb színész - legjobb színésznő - legígéretesebb fiatal színész (2000-től) - legígéretesebb fiatal színésznő (2000-től) - legjobb forgatókönyv - legjobb operatőr (CST díj) (a CST ítéli oda 2008 óta) - legjobb elsőfilm (Heike Hurst-díj) (2014-től) - legjobb zeneszerző (2016 óta) - legjobb dokumentumfilm (2016 óta) - legjobb nemzetközi koprodukció (2020 óta) | - tiszteletbeli Lumière-díj (2008) - Lumière-különdíj (alkalmanként az Akadémia kedvenc filmjének) | - legjobb frankofón film (1996 és 2009 között. 2003-ig legjobb külföldi film elnevezéssel) - a világ nézőközönségének díja (a TV5 Monde ítélte oda 2006 és 2011 között) |

## Fordítás
- Ez a szócikk részben vagy egészben  a   Prix Lumières című francia Wikipédia-szócikk ezen változatának fordításán alapul.  Az eredeti cikk szerkesztőit annak laptörténete sorolja fel. Ez a jelzés csupán a megfogalmazás eredetét és a szerzői jogokat jelzi, nem szolgál a cikkben szereplő információk forrásmegjelöléseként.